# Замок Гриф
Замок Гриф (пол. Zamek Gryf, нім. Burg Greiffenstein) — руїни середньовічного замку, що розташовані на пагорбі (447 м над рівнем моря) в селі Прошувка, в гміні Грифув-Шльонський Львувецького повіту Нижньосілезького воєводства в Польщі.

## Історія

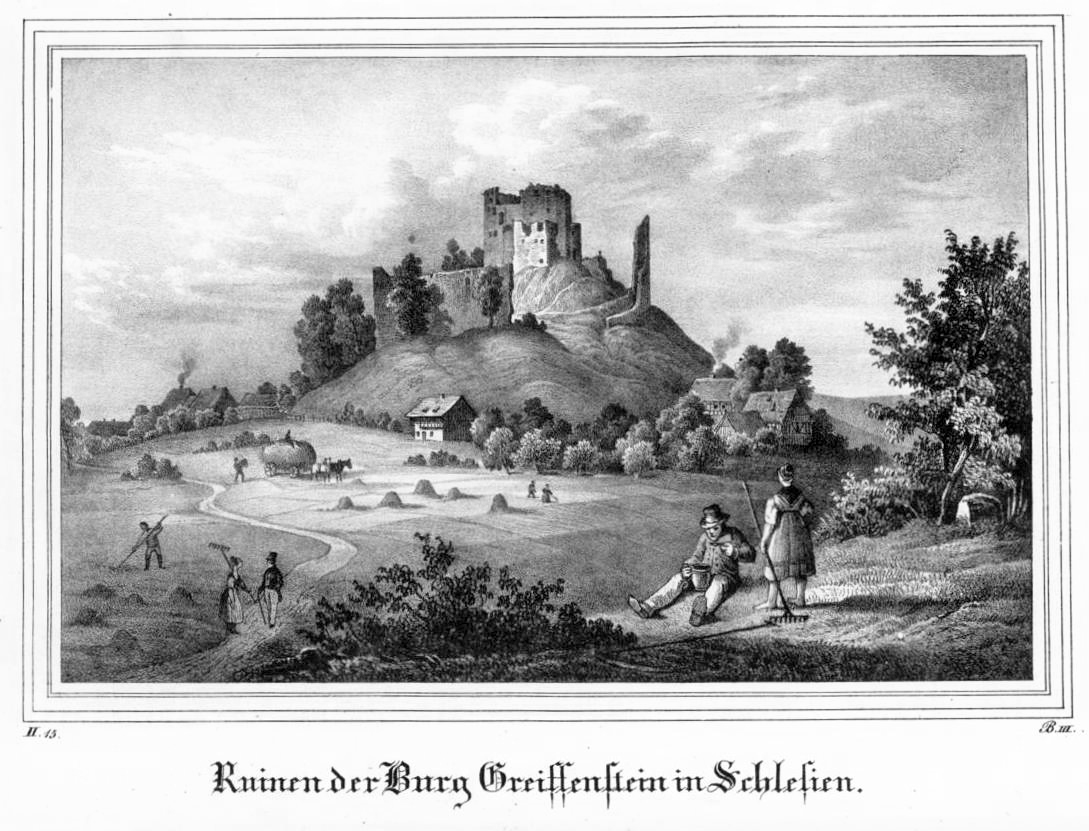
Замок Гриф на літографії з XIX століття

Замок побудував у XIII столітті глогувський князь Конрад II Горбатий на місці давніх оборонних укріплень племені бобрян. До кінця XIV століття замок володіли свідницькі князі, потім він перейшов у володіння чеського короля Вацлава IV. У 1419 році він перейшов у власність родини Шаффґочів, яка володіла ним аж до 1798 року. У XVI—XVII століттях його було розширено та зміцнено, серед іншого додано аттик до верхнього замку та розбудовано нижній замок і в'їзні брами. Двічі замок осаджували шведські війська: у 1639 році він встояв, натомість у 1645 році шведам вдалося його здобути. Через сто років, у 1745 році, замок зайняли прусські війська. У 1799 році замок частково розібрали на потреби будівництва фільварку, розташованого нижче замку. З того часу він залишається зруйнованим. В наш час замок перебуває у приватній власності.

## Архітектура
Замок складався з трьох елементів: верхнього замку, середнього замку та наймолодшого, а також найменш збереженого нижнього замку. Найвища частина замку була побудована за планом неправильного п’ятикутника, на північ від нього розташовувався середній замок, тоді як нижній замок займав найбільшу, східну частину. У каплиці на одній із стін колись було намальовано зображення великого грифа, від якого й походить назва замку.

## Світлини

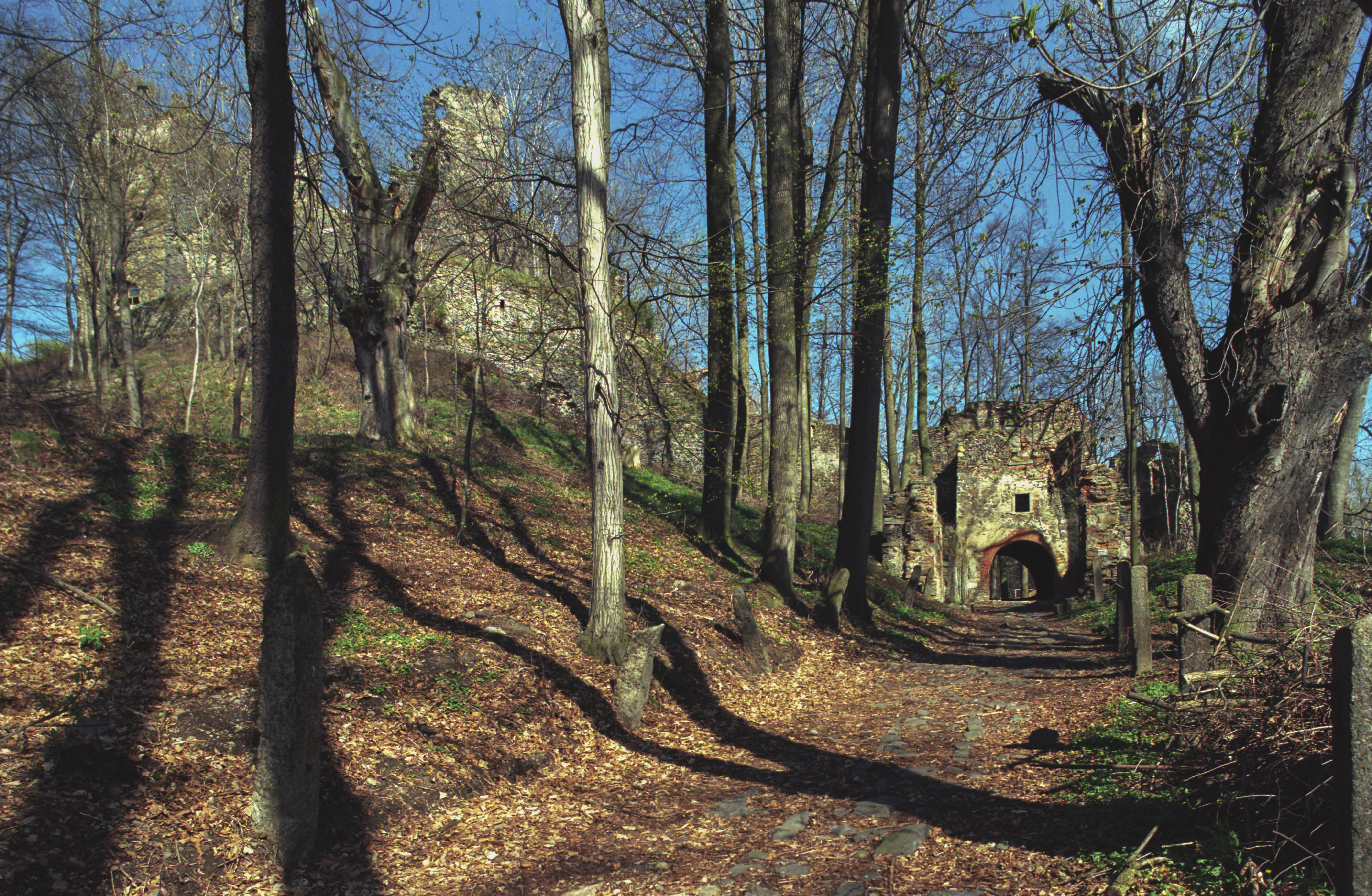
Вхід до замку
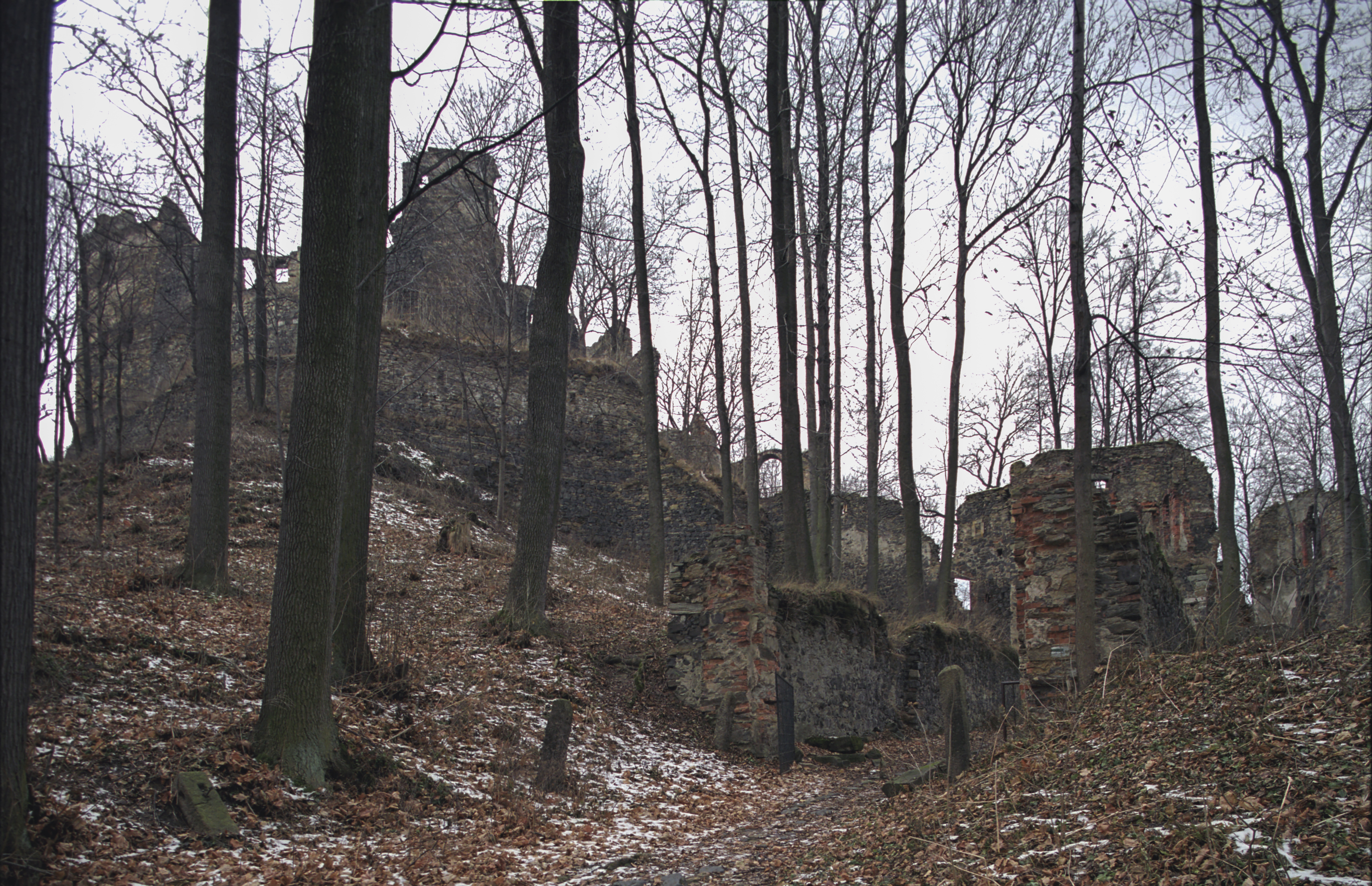
Замок восени
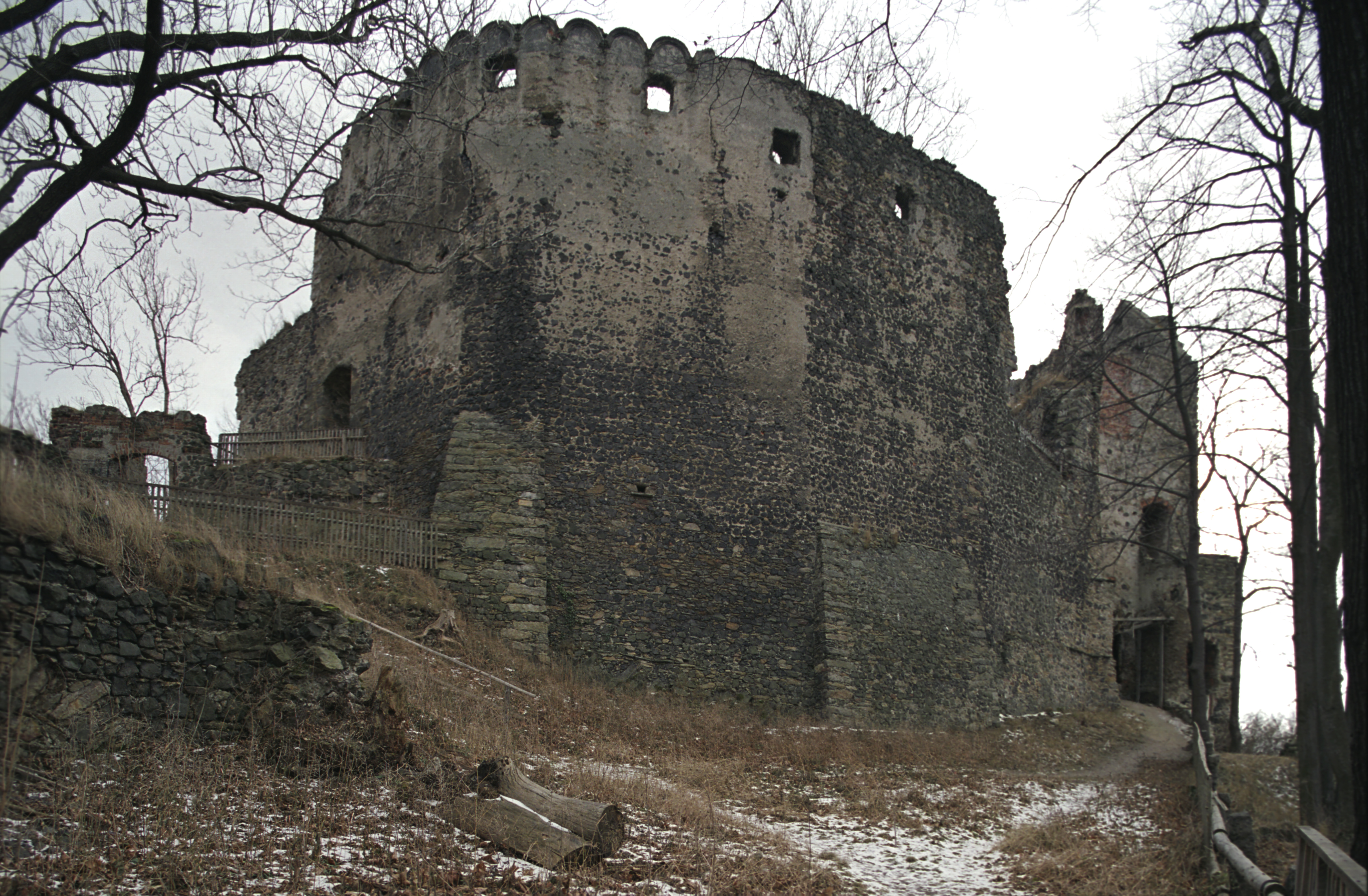
Вхід до верхнього замку
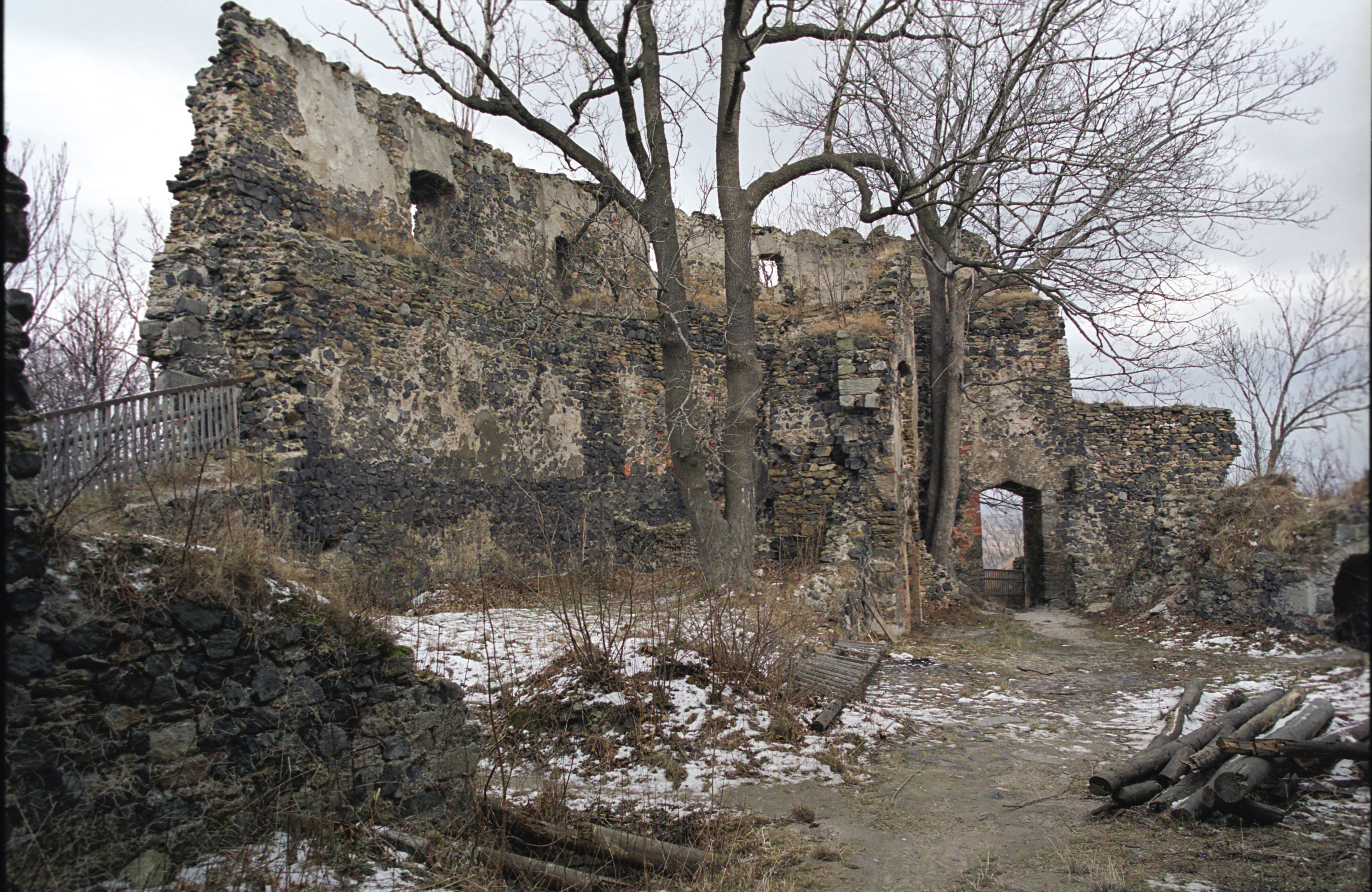
Верхній замок
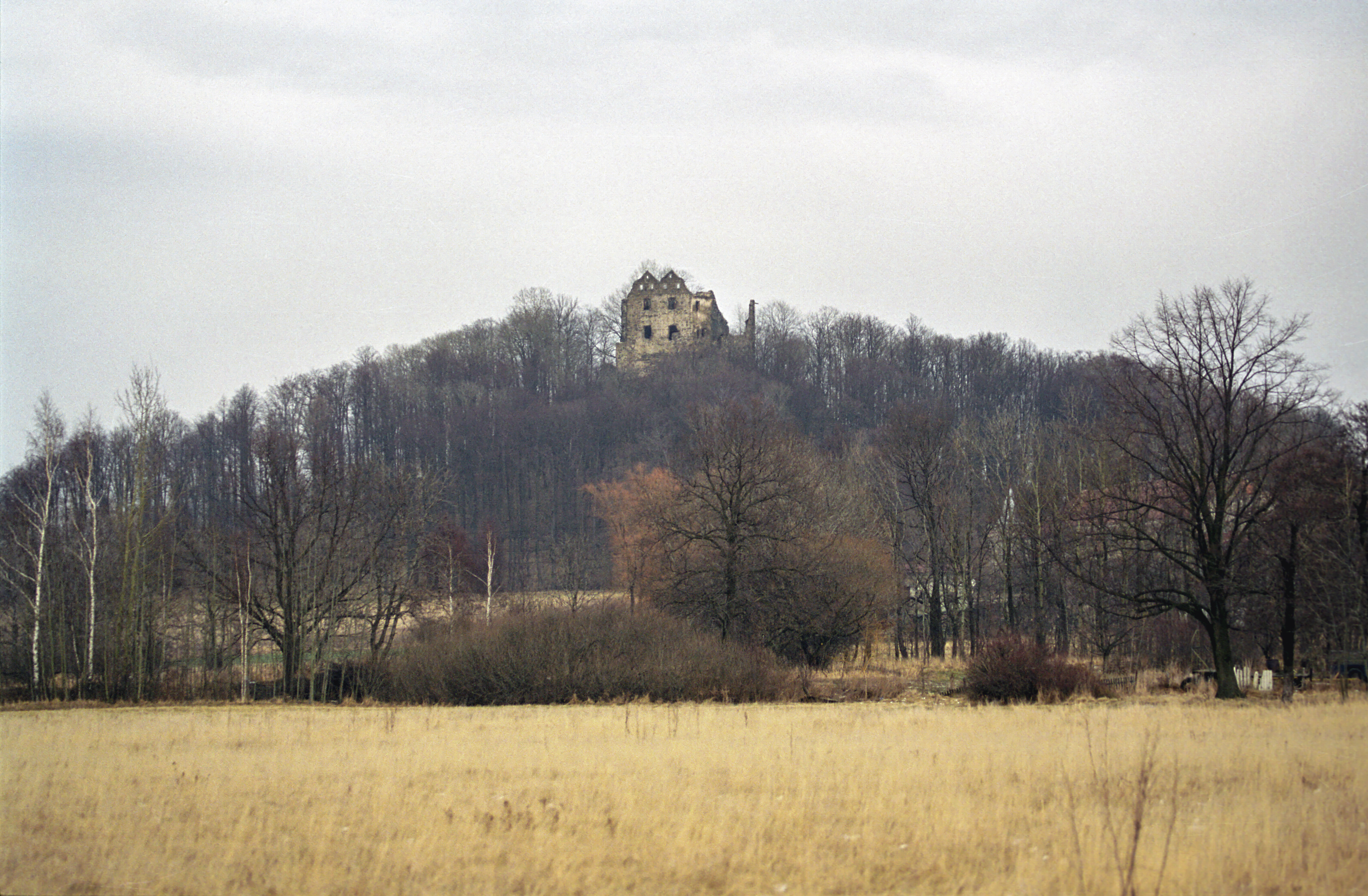
Вигляд замку здалека